# Риба-янгол імператорська
Риба-янгол імператорська (Pomacanthus imperator) — вид окунеподібних риб родини морських риб-ангелів (Pomacanthidae).

## Опис
Риба-янгол імператорська досить велика, оригінально забарвлена риба, з високим сплощеним тілом. Має світло-синє або блакитне забарвлення з діагональними жовтими вузькими смужками. Голова і хвостовий плавець мають жовте забарвлення, а зяброва кришка — темно-синє. На очі «надіта» темна маска. Ротова область біла. Максимальний розмір досягає 40 сантиметрів, але в акваріумі досягає до 30 сантиметрів, верхня межа тіла досягає 13 сантиметрів.
Молоді особини мають тіло чорного кольору, яке має концентричні тонкі сині, білі та блакитні смуги. Спинний і анальний плавці забарвленні у блакитний колір з синіми плямами. Забарвлення тіла змінюється при досягненні тіла 8 сантиметрів.
Статеві відмінності полягають у тому, що самці імператорських помакантусів трохи крупніші за самок, маска у самців темно-синя, у самок звичайно світліша, сіро-блакитна. Під час нересту яскраве забарвлення самок тьмяніє і статеві відмінності впадають в очі. За допомогою плавального міхура може видавати гучні звуки.

## Живлення
Живиться губками та іншими морськими безхребетними.

## Поширення
Імператорський ангел має широке поширення в Індійському та Тихому океанах. Вид поширений від Червоного моря на південь уздовж східноафриканського узбережжя до Мозамбіку та Мадагаскару, на схід аж до островів Туамоту та Лайн. Його ареал простягається на північ до півдня Японії та на південь до Великого Бар'єрного рифу, Австралії, Нової Каледонії та островів Острал у Французькій Полінезії. Окремі особини також були зафіксовані біля узбережжя Флориди, Пуерто-Рико та на Гаваях. З 2010 року надходили повідомлення про те, що вид колонізує південно-східне Середземномор'я, швидше за все, через Суецький канал.